# La Salle-les-Alpes
La Salle-les-Alpes település Franciaországban, Hautes-Alpes megyében. Lakosainak száma 919 fő (2022. január 1.). La Salle-les-Alpes Le Monêtier-les-Bains, Névache, Puy-Saint-André, Saint-Chaffrey, Val-des-Prés és Vallouise-Pelvoux községekkel határos.

## Népesség
A település népességének változása:
| Lakosok száma | 701  | 1009 | 981  | 891  | 960  | 1003 | 982  | 935  | 931  | 919  |
|               | 1968 | 1982 | 1990 | 2006 | 2013 | 2015 | 2017 | 2019 | 2020 | 2022 |